# Guriahati
Guriahati è una suddivisione dell'India, classificata come census town, di 18.896 abitanti, situata nel distretto di Cooch Behar, nello stato federato del Bengala Occidentale. In base al numero di abitanti la città rientra nella classe IV (da 10.000 a 19.999 persone).

## Geografia fisica
La città è situata a 26° 18' 35 N e 89° 29' 12 E.

## Società

### Evoluzione demografica
Al censimento del 2001 la popolazione di Guriahati assommava a 18.896 persone, delle quali 9.602 maschi e 9.294 femmine. I bambini di età inferiore o uguale ai sei anni assommavano a 2.078, dei quali 1.066 maschi e 1.012 femmine. Infine, coloro che erano in grado di saper almeno leggere e scrivere erano 13.718, dei quali 7.508 maschi e 6.210 femmine.